# Jahaziel
Jahaziel (en hebreu: יַחֲזִיאֵל Déu veu o Déu mira) és el nom de cinc personatges de la Bíblia. Quatre dels que porten aquest nom no es vinculen amb cap acció independent, sinó que simplement s'esmenten de passada: tres són sacerdots i un altre forma part d'una llista de guerrers. Però un Jahaziel, levita, va lliurar al rei una profecia divina.
El Segon llibre de les Cròniques recull un atac conjunt sobre el Regne de Judà per les nacions de Moab, Ammon i Edom en temps del rei Josafat. El rei va pregar amb gran fe al Senyor i va demanar la seva ajuda davant dels perills de la guerra. Reunit el poble, l'esperit del Senyor va baixar sobre Jahaziel, fill de Benaià, fill de Joel, fill de Matanià, de la tribu de Leví. Llavors Jahaziel va dir: "Escolta Judà i els habitants de Jerusalem i tots els súbdits del rei Josafat: així us diu el Senyor: "No temeu, deixeu de banda aquesta gran multitud d'enemics, ja que la batalla és la batalla de Déu i no la vostra".
L'endemà, Josafat va comandar els seus súbdits, exhortant-los a tenir fe en el Senyor i elogiant Déu. Quan s'acostaven al lloc de batalla, van veure els seus enemics que lluitaven uns contra els altres, i van tornar a Jerusalem amb alegria. Després d'això, el regne de Judà es va mantenir en pau gràcies a la intervenció divina.